# Gina Cinnamoni
Gina Cinnamoni, även känd under artistnamnet GINAxC, född 19 januari 1984 i Helsingborg, är en svensk författare, låtskrivare, artist och gallerist. Hon har skrivit hundratals opublicerade dikter, samt publicerat en roman och internationella samtida konstböcker. Hon skriver sin egen musik samt driver ett konstgalleri i Helsingborg.

## Biografi

### Bakgrund och översikt
Gina Cinnamoni har studerat Konstvetenskap I-III. Under denna period publicerade hon även B-uppsatsen Vackert och Fult i Helsingborg, vilken uppmärksammades av Lokaltidningen Helsingborg.
Hennes musikkarriär började som tonåring, då hon blev upptäckt av musikproducenten Jonas Warnerbring och spelade in två poplåtar under den perioden.
Efter en inspirerande resa till Barcelona 2011 upptäckte hon sin passion för måleri och öppnade Galleri Cinnamoni i centrala Helsingborg bara två månader senare. Hennes karriär inom konsten inkluderar flera soloutställningar och grupputställningar i både Sverige och internationellt. Galleriet lades ner år 2014 på grund av sin familjesituation.
År 2023 gjorde hon comeback som gallerist och öppnade tillsammans med sin man Bellamonti Art i Helsingborg. Galleriet visar verk av flera kända och lokala konstnärer, däribland Peter Wahlbeck.
Gina Cinnamoni har en svensk mamma och en serbisk-rumänsk pappa - Dragoljub Lapadatovic, känd som "Dragisa", vilken är en omtalad kiropraktor, som även behandlar flera av ishockeyspelarna i Rögle BK på sin mottagning i Ängelholm.

### Musikkarriär
Hennes karriär började tidigt som tonåring, då hon blev upptäckt av musikproducenten Jonas Warnerbring efter att han hade sett ett videoklipp på internet där hon sjöng Toni Braxtons I Don't Want To. Under denna period spelade hon in två poplåtar i hans studio - Girltalk (2000) och You Let The Cat In (2001).
Gina Cinnamoni använder sig av artistnamnet GINAxC i musikvärlden. Hennes musikkarriär har vuxit stadigt sedan hon släppte sin första singel, Risky Business, 31 maj 2024 som oberoende artist på Spotify. Hennes första album, Blue Obsessions, släpptes den 31 augusti 2024 och följdes snabbt upp av EP:n Blue Confessions den 27 september 2024. Båda verken tar upp teman som konst, passion och personliga relationer.
Hennes musik var till en början AI-genererad, både vad gäller melodier och röster, men hon skriver sina texter själv och framför sina låtar live på evenemang. Under sina första fem månader som oberoende artist på Spotify nådde GINAxC över 100 000 streams, och hennes globala publik finns främst i länder som Tyskland, Polen, Japan och Sydamerika.
Den 5 mars 2025 annonserade GINAxC att hon har valt att gå vidare från AI-genererade röster till att istället sjunga sina egna låtar och skapa sina egna melodier. Den första singeln går under titeln Like a Snake och är en sensuell electro-poplåt beräknad att släppas i april/maj 2025.

### Konstnärenelec
Gina Cinnamoni debuterade som konstnär 2012 efter att ha upptäckt sin passion för måleri under en resa till Barcelona 2011. Kort därefter öppnade hon sitt eget galleri, Galleri Cinnamoni, i Helsingborg. Hon har deltagit i och arrangerat flera konstutställningar, både solo och i grupp, och hennes verk har visats i Sverige och utomlands.
Gina Cinnamoni är medlem i Helsingborgs Konstförening och BUS. Hon har också varit konstkurator för publikationerna Nordic Art Guide (2021, 2023) i vilken bl.a. konstnären och skådespelerskan Birgitte Söndergaard medverkade - samt European Art Guide (2024). År 2017 arrangerade hon Skånes Fria Konstrunda i Oxhallen, Helsingborg, i vilken bland annat profilen Ylva Maria Thompson ställde ut. Sommaren 2019 visades hennes fotografiska serie av självporträtt Noone ever notices me and tells me I'm pretty, but my mirror watches me all the time and never shuts up (Serie I), efter antagning till den regionala tidningen Helsingborgs Dagblads Vår Salong, vilken konstnären Carolina Falkholt var konstkurator för.

### Författarskap
Gina Cinnamoni debuterade som författare med Sätesboken (2016), vilken agerar som en guide till blivande sätesföräldrar, då hon själv födde båda sina barn i sätesbjudning. Hon romandebuterade med Ofelias förbjudna färger (2020). Romanen, som är ett passionerat kärleksdrama, utforskar teman som konst, relationer och moraliska val. Huvudpersonen Ofelia Monti-Lind är en konstnär som kämpar med sin kreativa utveckling och relationen till sin sambo. Boken handlar också om hennes återupptäckta känslor för sin mycket äldre styvbror, Maxi, och deras komplicerade relation. Boken utspelar sig i området kring Helsingborg, Viken, Lerberget och i Rom, Italien.

### Miss Höök-Fertig
Miss Höök-Fertig är en karaktär skapad av Gina Cinnamoni, som först dök upp på den svenska gatuteaterfestivalen Passage (organiserat av Helsingør Teater) år 2017 och senare i TV4 Talang, där hon gjorde sin audition. Hennes show kännetecknades av humor, teatralitet och energi.
År 2019 tvingades Miss Höök-Fertig avsluta sin karriär tidigare än planerat på grund av Gina Cinnamonis ryggproblem, som begränsade hennes kreativa kroppsuttryck. Framträdandet på PixlaPiren i Helsingborg under Passage, markerade slutet för Miss Höök-Fertig, som nu har "gått i pension" och återvänt till garderoben där hon en gång skapades.

#### Miss Höök-Fertig i TV4 Talang
Miss Höök-Fertig gjorde också ett framträdande i TV4 Talang under säsongen 2019, men på grund av tidsbrist visades endast delar av hennes audition. Dock syntes Miss Höök-Fertigs framträdande i trailern inför den kommande säsongen samt ett upprepande klipp vid flera tillfällen i det sista avsnittet.

#### Miss Höök-Fertig i Melodifestivalen
Miss Höök-Fertig visades också i SVTs Melodifestivalen 2017 i öppningsnumret för deltävling 3 i Växjö den 18 februari, vilket bestod av en sammanfogad musikvideo där tittarna hade uppmanats att skicka in sina videoklipp.

### Övriga framträdanden i TV
Gina Cinnamoni medverkade i Vem Vet Mest? i ett avsnitt som sändes 28 september 2019, i vilket hon också vann.

## Verk

### Diskografi
- Album:
  - Blue Obsessions (2024)
- EP:
  - Blue Confessions (2024)
- Singlar:
  - Midsummer Blues (2024)

### Utställningar

#### Soloutställningar
- 2019: Viking Art Gallery, Helsingborg
- 2018: Comfort Hotel, Helsingborg
- 2018: V Hotel, Helsingborg
- 2017: Skånes Fria Konstrunda, Helsingborg
- 2014: Galleri Cinnamoni, Helsingborg
- 2012: Custom House, Köpenhamn
- 2012: Stureplanskliniken, Helsingborg
- 2012: Galleri Stationshuset, Mölle[28]

#### Grupputställningar
- 2019: Kulturhotellet, Vår Salong, kurator: Carolina Falkholt, Helsingborg
- 2018: Grand Hotel, Helsingborg
- 2017: Skånes Fria Konstrunda, Helsingborg
- 2016: Konst på Stan, Kulturhotellet, Helsingborg

#### Donationer till välgörenhet
- 2018: Utställning till förmån för Värmestugan, Helsingborg
- 2018: FN's Projekt Flicka, Kol & Cocktails, Malmö
- 2012: Bröstcancerfondens Konstauktion, Malmö[29]

### Publikationer
- European Art Guide 2022 (2022)
- Nordic Art Guide 2021/22 (2021)
- Ofelias Förbjudna Färger (2020)
- Sätesboken (2016)